# Grapenwerder
Der Burgwall Grapenwerder befindet sich gut einen Kilometer nördlich der Kleinstadt Penzlin im Landkreis Mecklenburgische Seenplatte. 
Der eingliedrige slawische Burgwall liegt auf einer markanten Anhöhe in den umliegenden Niederungsgebieten. Man kann ihn als Höhenburg bezeichnen. Der Durchmesser der ovalen Anlage beträgt bis zu 160 m. Die Burg besitzt keine sichtbaren Wälle mehr, dafür aber ein Zugangstor im Nordosten. Hier lag auch eine Vorburgsiedlung. Die Burginnenfläche wird seit längerer Zeit landwirtschaftlich genutzt. Funde von Grapen verliehen der Burg den heutigen Namen. Auch Münzen sollen hier schon gefunden worden sein. Nach der gefundenen Keramik zu urteilen, bestand die Burg in der alt- bis mittelslawischen Zeit des 8. bis 11. Jahrhunderts. Frühdeutsche Scherben lassen vermuten, dass die alte Burganlage im christlichen Mittelalter eine Wiederbesiedlung erfuhr. Nur wenige hundert Meter weiter nordöstlich befindet sich eine weitere slawische Burg, der sogenannte Fischerwall.